# Embalse de Ríbinsk
El embalse de Ríbinsk (en ruso: Ры́бинское водохрани́лище, romanizado: Rýbinskoye vodojranílische), informalmente llamado el mar de Ríbinsk, es un vasto embalse artificial localizado en el curso superior del río Volga. El gran embalse comprende parte de los óblasts de Tver, Vólogda y Yaroslavl. El embalse, que alimenta la estación hidroeléctrica de Ríbinsk, incluye varios elementos de contención: una presa de hormigón con aliviadero y un dique de tierra de 524 m de largo y 27 m de altura en el curso del Volga; una presa de tierra en el río Sheksná, de 470 m de largo y 35 m de altura; y diques de canalización en el mismo río Sheksná de una longitud de 6035 m. En el embalse también desagua el río Mologa (456 km).

Mapa de la cuenca del embalse

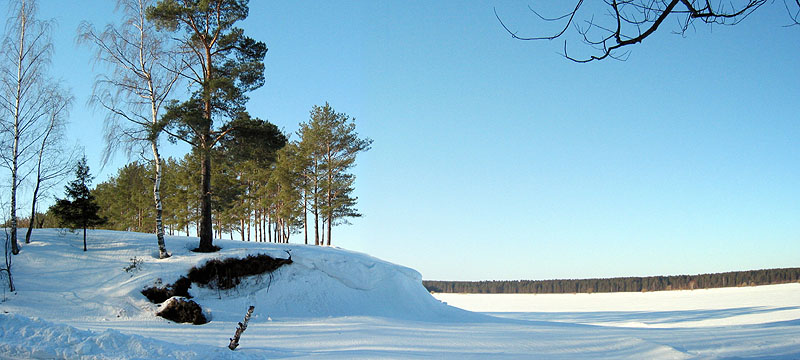
Vista del embalse en invierno

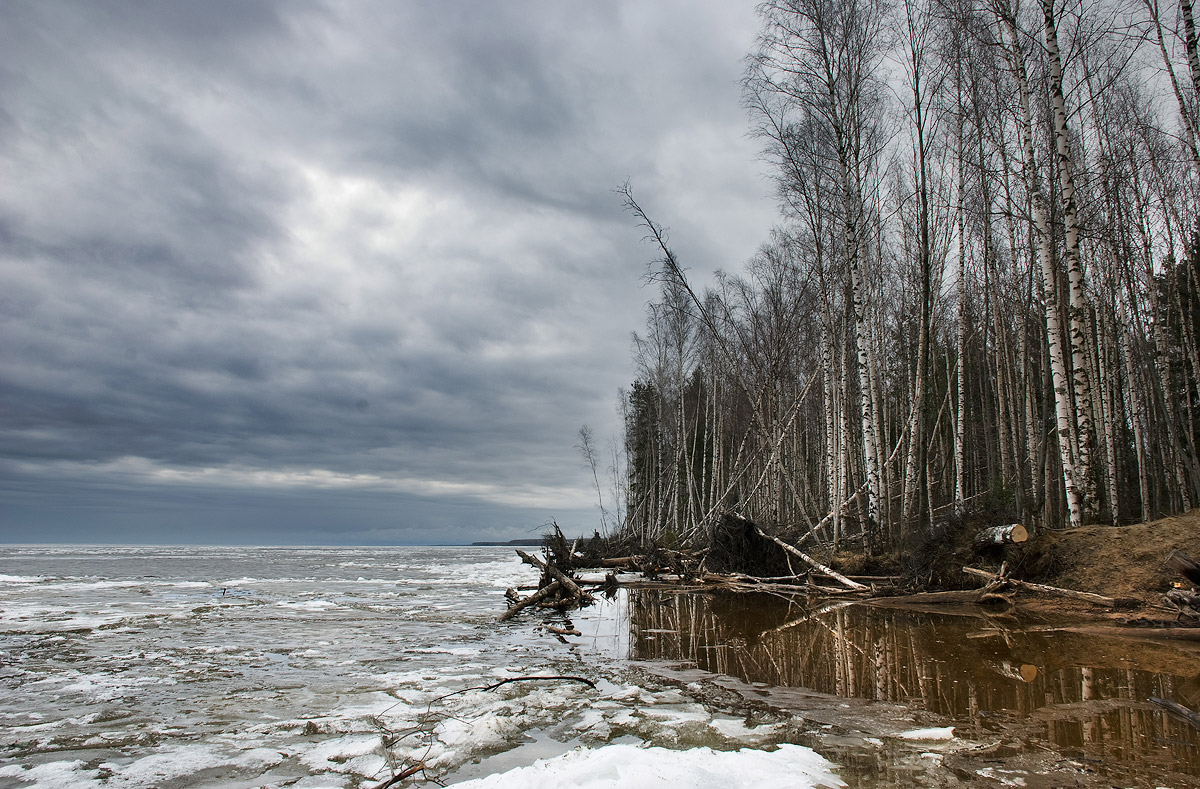
El embalse en abril, al inicio del deshielo

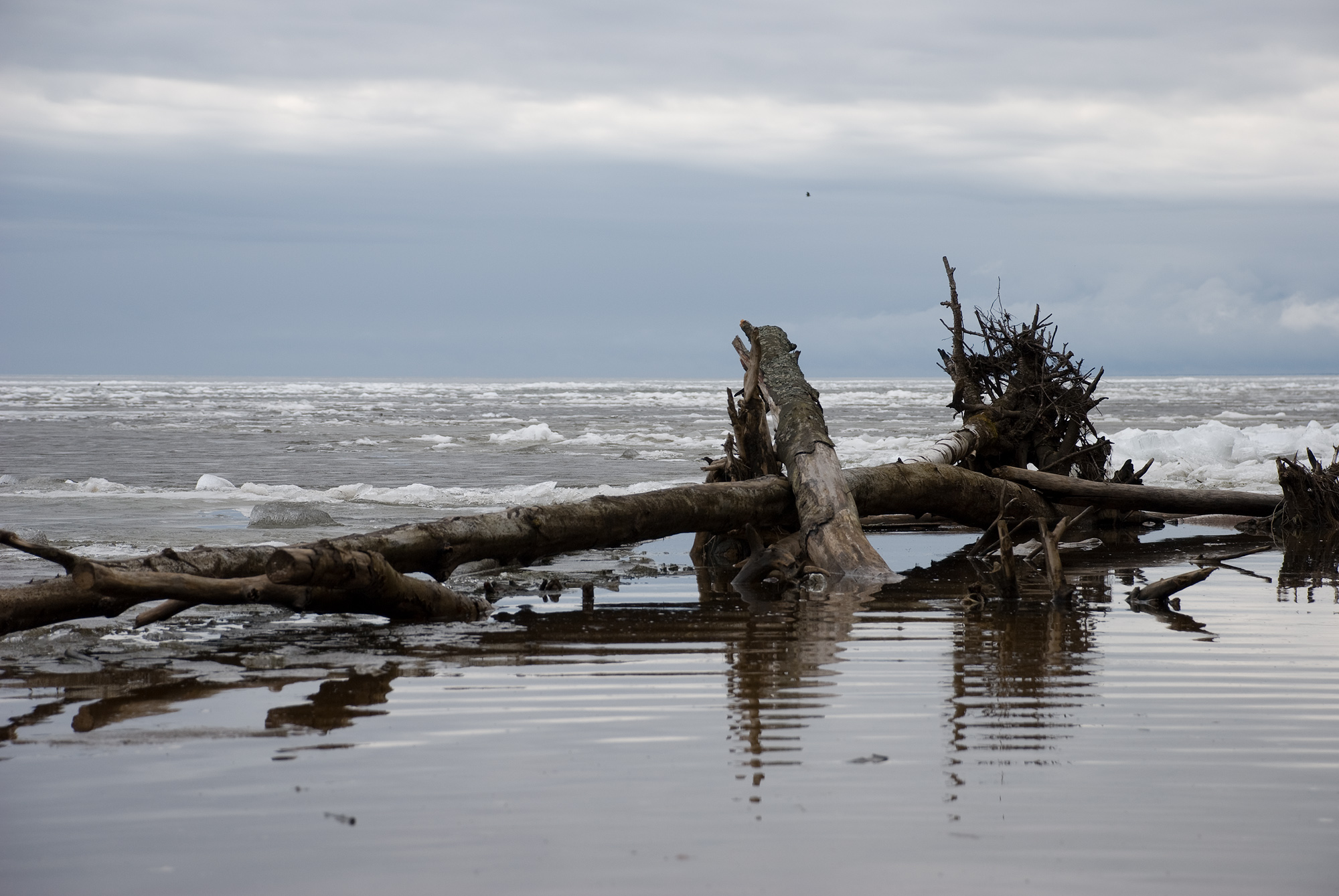
Otra fotografía del embalse en abril

En la época de su construcción, fue el cuerpo hídrico artificial más grande del mundo (actualmente es la sexta por superficie). Es el punto más septentrional del Volga. La vía navegable Volga-Báltico comienza aquí. Los principales puertos son Cherepovéts, en el óblast de Vólogda, y Vesegonsk, en el óblast de Tver.
La construcción del pantano en Ríbinsk comenzó en 1935. El llenado del pantano comenzó el 14 de abril de 1941, y continuó hasta el año 1947. Alrededor de 150 000 personas tuvieron que ser reasentadas en otros lugares, y la ciudad histórica de Mologa, en el óblast de Yaroslavl, además de 663 pueblos, desaparecieron completamente bajo el agua. Conforme pasa el tiempo, sin embargo, se ha visto progresivamente como un ejemplo típico del voluntarismo de Stalin. Hoy el pantano es menos importante para el suministro de energía eléctrica (producción de 346 MW) de lo que solía ser, y el daño ecológico causado por el pantano está siendo revaluado.